# Жан-Пол Белмондо
Вижте пояснителната страница за други личности с името Белмондо.
Жан-Пол Белмондо̀ (на френски: Jean-Paul Belmondo) е френски актьор, роден на 9 април 1933 г., починал на 6 септември 2021, асоцииран с Новата вълна в киното през 60-те години на 20 век.

## Биография
Ражда се в парижкото предградие Ньой сюр Сен в семейството на скулптор. Не се представял добре в училище, а се занимавал главно с бокс и футбол. Родителите му се развеждат, а мечтата му била да стане актьор.
Париж по това време е един от градовете, които дават най-добра възможност за реализация в Европа и Жан се възползва от това, като записва да учи драматично изкуство в парижката Консерватория. Няколко години по-късно е готов за бъдещи успехи.
Още ненавършил 27 години Жан-Люк Годар му поверява главна роля във филма „До последен дъх“. Справя се добре и поканите за участие в други филми не закъсняват. След това играе във философския филм на Жан-Пиер Мелвил Леон Морен, свещеник (1961) и в криминалето Fingerman (1963).
С филма си „Човекът от Рио“ той преминава в сферата на по-комерсиалните филми.
Голяма част от кариерата му минава в съперничевство с друга звезда на френското кино – Ален Делон. Двамата правят заедно два филма - „Борсалино“ (1970) и „Бащи трепачи“ (1998).
До средата на 80-те образите на героите на Белмондо са главно смели авантюристи или цинични герои. Филмите му са изпълнени с опасни каскади, които за разлика от много свои колеги почти винаги изпълнява сам. Сериозните му роли се отличават с драматична дълбочина, а комедийните му са оцветени с автоирония и фин хумор. С напредването на възрастта Белмондо се концентрира в работата си в театъра, където постига големи успехи. Основният му мотив за това е, че не иска хората да го запомнят като дядка в киното.
Белмондо е играл в над 80 филма и има над 40 роли в театъра в богатата си филмова и театрална кариера.

## Личен живот
През 1953 г. Белмондо се жени за Елодия Константин, от която има три деца: Патрисия (1958), Флоранса (1960) и Пол (1963). Пол става пилот от Формула 1, а Патриция умира през 1994 г. при пожар. През 1966 г. след афера с Урсула Андрес, разкрита от пресата, Белмондо и Елодия се развеждат.
През 1989 г. на тенис турнира „Ролан Гарос“ Белмондо се запознава с Натали Тардивел, за която се жени през 2002 г. На 13 август следващата година се ражда и четвъртото му дете - Стела. На 8 август 2001 г. по време на почивка в Корсика Белмондо получава масиран кръвоизлив в мозъка, вследствие на което се парализира дясната половина от тялото му и той губи говора си.
Все пак Белмондо проявява силна воля, възстановява се от инсулта и шест години по-късно се завръща с филма си „Мъж и куче“
Умира на 6 септември 2021 г.

## Избрана филмография
- Жан-Пол Белмондо в Цюрих през 1962 г.
- Жан-Пол Белмондо в Рио де Жанейро през 1963 г.
- Жан-Пол Белмондо в Рим през 1971 г.
- Жан-Пол Белмондо през 2013 г.

| Година | Филм                          | Оригинално заглавие                   | Роля                     | Режисьор          |
| ------ | ----------------------------- | ------------------------------------- | ------------------------ | ----------------- |
| 1959   | Тримата мускетари             | Les Trois Mousquetaires               | Д'Артанян                | Клод Барма        |
| 1959   | Мрежа от страсти              | À double tour                         | Ласло Ковач              | Клод Шаброл       |
| 1960   | До последен дъх               | À bout de souffle                     | Мишел Поакар             | Жан-Люк Годар     |
| 1960   | Модерато кантабиле            | Moderato cantabile                    | Шовин                    | Питър Брук        |
| 1960   | Чочарка                       | La ciociara                           | Микеле Ди Либеро         | Виторио Де Сика   |
| 1961   | Жената си е жена              | Une femme est une femme               | Алфред Любич             | Жан-Люк Годар     |
| 1965   | Лудият Пиеро                  | Pierrot le Fou                        | Фердинанд Грифон (Пиеро) | Жан-Люк Годар     |
| 1966   | Нежният мошеник               | Tendre voyou                          | Антоан Марешал (Тони)    | Жан Бекер         |
| 1966   | Гори ли Париж?                | Paris brûle-t-il ?                    | Пиерлот (Ив Моранда)     | Рене Клеман       |
| 1967   | Крадецът                      | Le Voleur                             | Жорж Рандал              | Луи Мал           |
| 1968   | Наричайте ме О                | Ho!                                   | Франсоа Олин (О)         | Робер Енрико      |
| 1969   | Сирената от Мисисипи          | La sirène du Mississipi               | Луи Мае                  | Франсоа Трюфо     |
| 1969   | Един човек, който ми харесва  | Un homme qui me plaît                 | Анри                     | Клод Льолуш       |
| 1970   | Борсалино                     | Borsalino                             | Франсоа Капела           | Жак Дере          |
| 1971   | Обирджиите                    | Le Casse                              | Азад                     | Анри Верньой      |
| 1972   | Доктор Попол                  | Docteur Popaul                        | Доктор Пол Симе          | Клод Шаброл       |
| 1974   | Стависки                      | Stavisky                              | Александър Стависки      | Ален Рене         |
| 1975   | Непоправимият                 | L' Incorrigible                       | Виктор Вотие             | Филип де Брока    |
| 1977   | Животното                     | L'Animal                              | Майк Гоше и Бруно Ферари | Клод Зиди         |
| 1980   | Гиньоло                       | Le Guignolo                           | Александър Дюпре         | Жорж Лотнер       |
| 1981   | Професионалистът              | Le Professionnel                      | Жослен Бомон             | Жорж Лотнер       |
| 1982   | Ас на асовете                 | L'As des as                           | Джо Кавалие              | Жерар Ури         |
| 1983   | Самотникът                    | Le Marginal                           | Комисар Жордан           | Жак Дере          |
| 1983   | Хищниците                     |                                       |                          |                   |
| 1984   | Щастливият Великден           | Joyeuses Paques                       | Стефан Маржел            | Жорж Лотнер       |
| 1984   | Авантюристите                 | Les Morfalous                         | Сержант Пиер Оганьор     | Анри Верньой      |
| 1985   | Обир                          | Hold-up                               | Грим                     | Александър Аркади |
| 1988   | Пътят на едно разглезено дете | Itineraire D'Un Enfant Gate           | Сам Лион                 | Клод Льолуш       |
| 1992   | Непознат вкъщи                | L'Inconnu dans la maison              | Жак Лурса                | Жорж Лотнер       |
| 1995   | Сто и една нощи               | Les cent et une nuits de Simon Cinéma | Професор Бебел           | Анес Варда        |
| 1995   | Клетниците на XX век          | Les Misérables                        | Анри Фортен/Жан Валжан   | Клод Льолуш       |
| 1996   | Дезире                        | Désiré                                | Дезире                   | Бернар Мурат      |
| 1998   | Бащи трепачи                  |                                       |                          |                   |
| 1999   | Може би                       | Peut-être                             | Ако                      | Седрик Клапиш     |
| 2000   | Актьорите                     | Les Acteurs                           | Себе си                  | Бертран Блие      |